# Night Terrors (Doctor Who)
"Night Terrors"  (intitulado "Terrores Noturnos" no Brasil) é o nono episódio da sexta temporada da série de ficção científica britânica Doctor Who, transmitido originalmente através da BBC One em 3 de setembro de 2011. Foi escrito por Mark Gatiss e dirigido por Richard Clark.
No episódio, o alienígena viajante do tempo conhecido como o Doutor (Matt Smith) e seus acompanhantes, o casal Amy Pond (Karen Gillan) e Rory Williams (Arthur Darvill), decidem fazer uma "visita domiciliar" a um garoto de oito anos chamado George (Jamie Oram), que tem medo de quase tudo e especialmente tem pavor do armário em seu quarto. Enquanto o Doutor discute o assunto com o pai do menino, Alex (Daniel Mays), Amy e Rory ficam presos em uma casa de bonecas de madeira aterrorizantes em tamanho real.
"Night Terrors" foi inspirado pelo medo de bonecas que Gatiss tinha e as apresentadas no episódio foram projetadas para serem assustadoras e de aparência grotesca. O episódio foi movido da primeira metade da temporada para a segunda, o que exigiu mudanças para fazê-lo se encaixar no arco de história dela. Foi o primeiro a ser filmado, com a produção ocorrendo em setembro de 2010 em um conjunto habitacional no distrito de Redcliffe em Bristol e no Dyrham Park, onde as cenas internas da casa de bonecas foram filmadas. Foi assistido por 7,07 milhões de espectadores no Reino Unido e recebeu críticas mistas; enquanto foi elogiado por seu tom e aspectos visuais, foi criticado pela falta de contribuição para a narrativa abrangente da temporada, pois veio depois de um episódio do arco de história pesado.

## Enredo

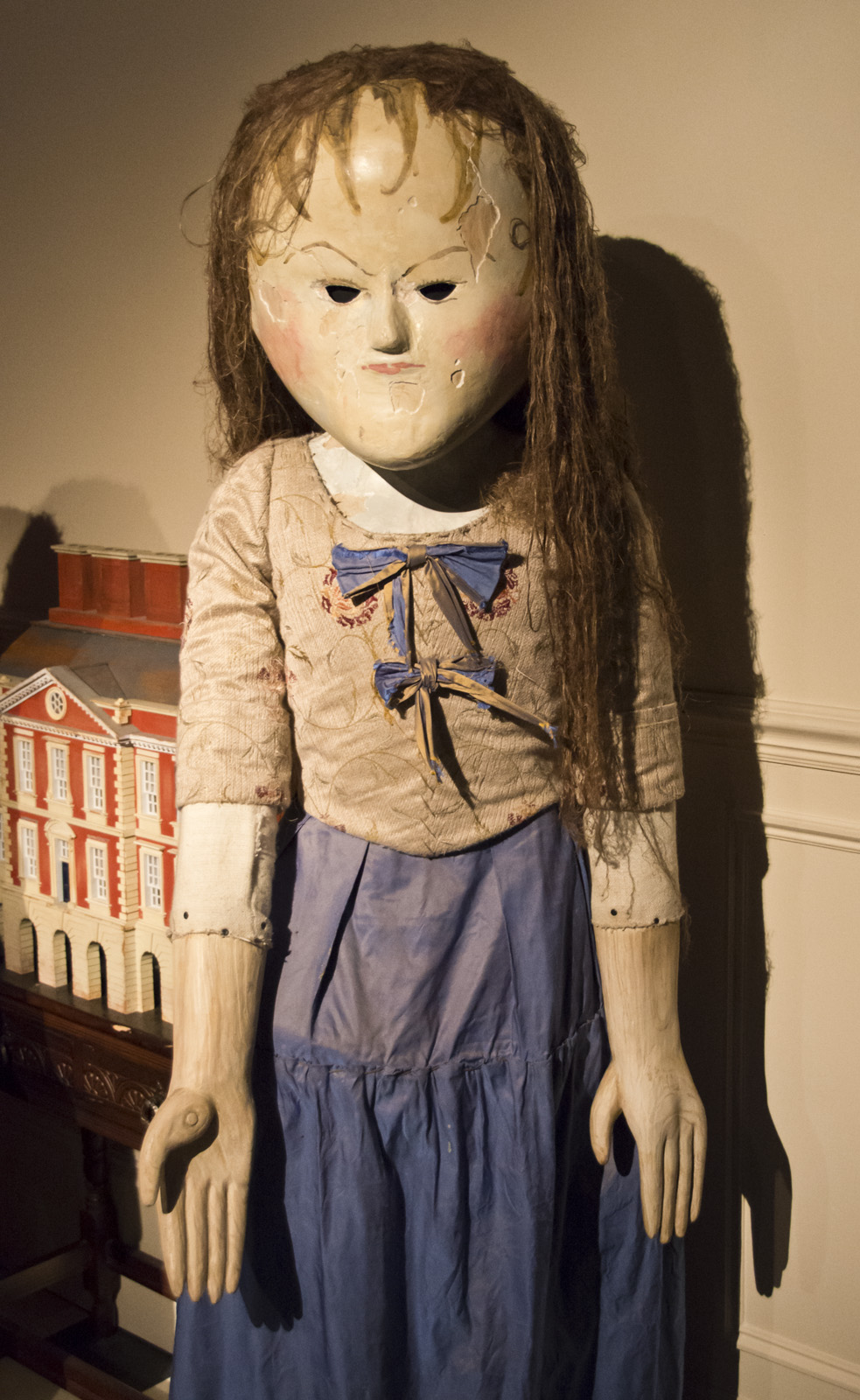
Uma das bonecas vistas no episódio em exibição na Doctor Who Experience

O Doutor decide fazer uma "visita domiciliar" depois que seu papel psíquico recebe uma mensagem de George, uma criança assustada de oito anos, pedindo sua ajuda para se livrar dos monstros em seu quarto. Ao chegar a um conjunto habitacional na Terra atual, ele, Amy e Rory se separam para localizar a criança. O Doutor, assumindo o disfarce de um assistente social, encontra o apartamento certo e conhece o pai do garoto, Alex, enquanto sua mãe Claire está trabalhando no turno da noite. Por meio de um álbum de fotos, o Doutor descobre que George tem sido apavorado a vida toda, temendo muitos dos sons e das pessoas ao redor do apartamento, e se alivia por meio de vários hábitos, incluindo colocar metaforicamente seus medos dentro de seu armário.
Enquanto isso, Amy e Rory, ao pegarem o elevador, de repente se veem no que parece ser uma  casa do século XVIII, mas logo percebem que grande parte da decoração é feita de madeira. Outros moradores da propriedade aparecem na casa, mas são presos por bonecos de madeira em tamanho real que os transformam em mais bonecos também. Amy é pega e transformada em uma boneca, juntando-se aos outros na perseguição a Rory.
O Doutor, suspeitando que o armário contém o mal que George teme, abre-o e descobre que seu conteúdo são simplesmente roupas e brinquedos, incluindo uma casa de bonecas. O Doutor lembra no álbum de fotos de Alex que Claire não parecia grávida nas semanas que antecederam o suposto nascimento de George, fazendo com que Alex se lembre do fato de que ela não podia ter filhos. O Doutor afirma que George é uma criança Tenza, um alienígena empático que assumiu a forma da criança que tanto desejavam através de um filtro de percepção e que tem a capacidade de literalmente trancar seus medos no armário. O Doutor e Alex são puxados para dentro do móvel, juntando-se a Rory na casa de bonecas.
Enquanto os bonecos avançam em sua direção, o Doutor percebe que George ainda tem medo de que Alex e Claire estejam planejando se livrar dele, após interpretar mal uma conversa que tiveram naquela noite. Alex corre entre os bonecos para abraçar George como se fosse seu filho. Todos eles logo se encontram de volta na casa, restaurados ao normal. Claire retorna na manhã seguinte e descobre que George não está mais com medo, enquanto Alex e o Doutor preparam o café da manhã. Após agradecê-los, o Doutor retorna aos seus companheiros para partir para seu próximo destino.

### Continuidade
O Doutor refere-se a "Branca de Neve e as Sete Chaves para o Dia do Juízo Final", "Os Três Pequenos Sontarans" e "As Roupas Novas do Imperador Dalek" como estando entre suas histórias de infância, referenciando a peça de teatro de 1974 Seven Keys to Doomsday e os Sontarans e o Imperador Dalek, dois dos monstros recorrentes da série. Ele também repete sua predileção por chá e o biscoito Jammie Dodgers de outro episódio escrito por Gatiss, "Victory of the Daleks".

## Produção

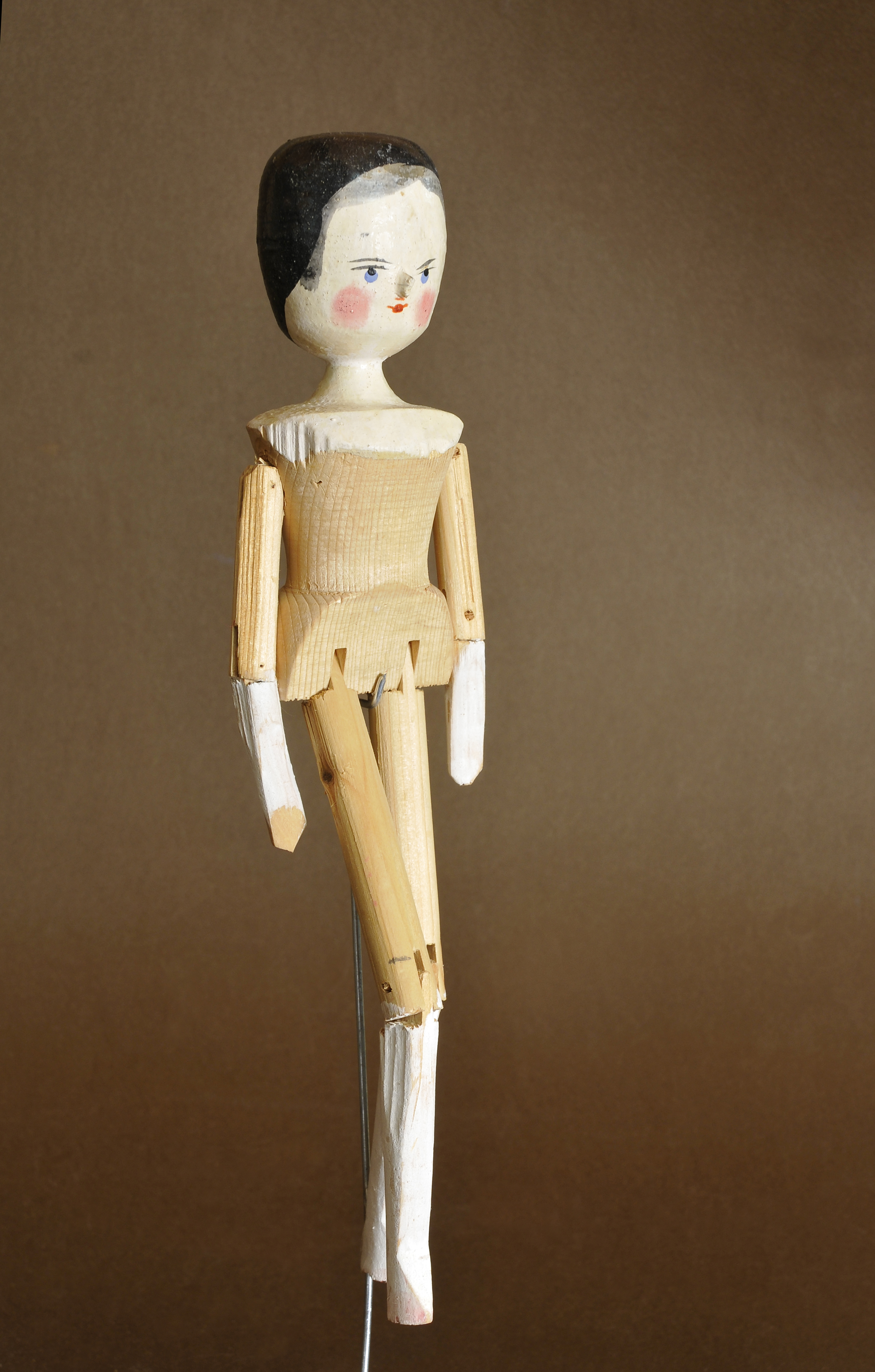
Os bonecos em tamanho real em "Night Terrors" são baseados nas bonecas de madeira da Alemanha e Holanda.

O roteirista do episódio, Mark Gatiss, disse à Radio Times que sempre teve medo de bonecas e ficou surpreso por Doctor Who nunca as ter usado antes. Ele estava especialmente interessado em bonecos de madeira, que ele disse serem "material de autênticos pesadelos". Ele já havia trabalhado com o ator convidado Daniel Mays na série Funland da BBC e inseriu propositalmente a frase "Talvez mais tarde" no roteiro, pois tinha sido "uma espécie de bordão" para os dois naquele programa. No entanto, Mays não percebeu a referência. O episódio recebeu originalmente o título de What Are Little Boys Made Of? ("Do que são feitos os garotinhos?").
Para conseguir uma maior variedade de histórias na primeira metade da sexta temporada, "Night Terrors" foi transferido para o segundo bloco de episódios, tendo sido filmado como o quarto dela e apareceu em divulgações da primeira metade da temporada. Isso exigiu pequenas alterações no episódio, incluindo a remoção de uma sequência recorrente com a aparição de Madame Kovarian. A última cena original foi abandonada e uma nova foi escrita para que fizesse sentido naquele ponto da temporada. Esta cena consistia em uma cantiga de ninar; o showrunner Steven Moffat queria prenunciar a morte do Doutor e pediu a Gatiss que escrevesse a canção, que ele descreveu como "muito maravilhosa". Variações da rima são ouvidas em "Closing Time" e no final da temporada, "The Wedding of River Song".
O episódio foi o primeiro a ser filmado, em setembro de 2010. Foi gravado principalmente em uma propriedade municipal em Bath, Somerset, enquanto as cenas na casa de bonecas foram filmadas no Dyrham Park. A propriedade de Bristol foi escolhida por causa de sua "arquitetura nítida". A casa de campo do Dyrham Park foi escolhida por causa de sua escadaria e piso xadrez. As antiguidades foram retiradas do prédio e substituídas por móveis "infantis" que foram colocados para parecer que tinham sido usados para brincar.  Vários desenhos dos bonecos foram feitos, tentando alcançar o equilíbrio desejado entre um normal e uma versão mais assustadora e de aparência mais "crua". Os atores que retratam os bonecos foram coreografados para se moverem com as pernas rígidas, mas balançando os braços.  Na cena em que Alex e o Doutor estão na cozinha eles abrem e fecham a geladeira enquanto conversam; isso não estava no roteiro, mas foi improvisado por Mays e Matt Smith no set. Mays foi convidado para estrelar o episódio e foi atraído pela história por causa do elemento familiar; ele tinha um filho pequeno como George. A cena em que Purcell afunda no tapete foi filmada com o ator Andrew Tiernan em uma plataforma hidráulica que o abaixava em um líquido verde.

## Transmissão e recepção
"Night Terrors" foi transmitido pela primeira vez no Reino Unido na BBC One em 3 de setembro de 2011. Os números preliminares da audiência durante a noite foram de 5,5 milhões de telespectadores, tornando-se o quarto programa mais assistido do dia. Quando a audiência final consolidada foi calculada, foi relatado que foi assistido por um total de 7,07 milhões de pessoas. Recebeu Índice de Apreciação do público de 86, considerado "excelente".

### Recepção critica
A recepção ao episódio foi geralmente mista. Dan Martin do The Guardian comentou que foi uma melhoria em relação aos três episódios anteriores de Gatiss – "The Unquiet Dead", "The Idiot's Lantern" e "Victory of the Daleks". Ele elogiou-o no geral como "um episódio retrô de Doctor Who elegante e assustador" em comparação com "Let's Kill Hitler", embora tenha considerado seu enredo muito semelhante a "The Empty Child" e outros episódios escritos por Steven Moffat. Mais tarde, Martin classificou-o como o décimo melhor episódio da temporada, embora o final não tenha sido incluído na lista. Gavin Fuller do The Daily Telegraph elogiou as bonecas por "roubarem a cena", bem como o conceito da casa delas.

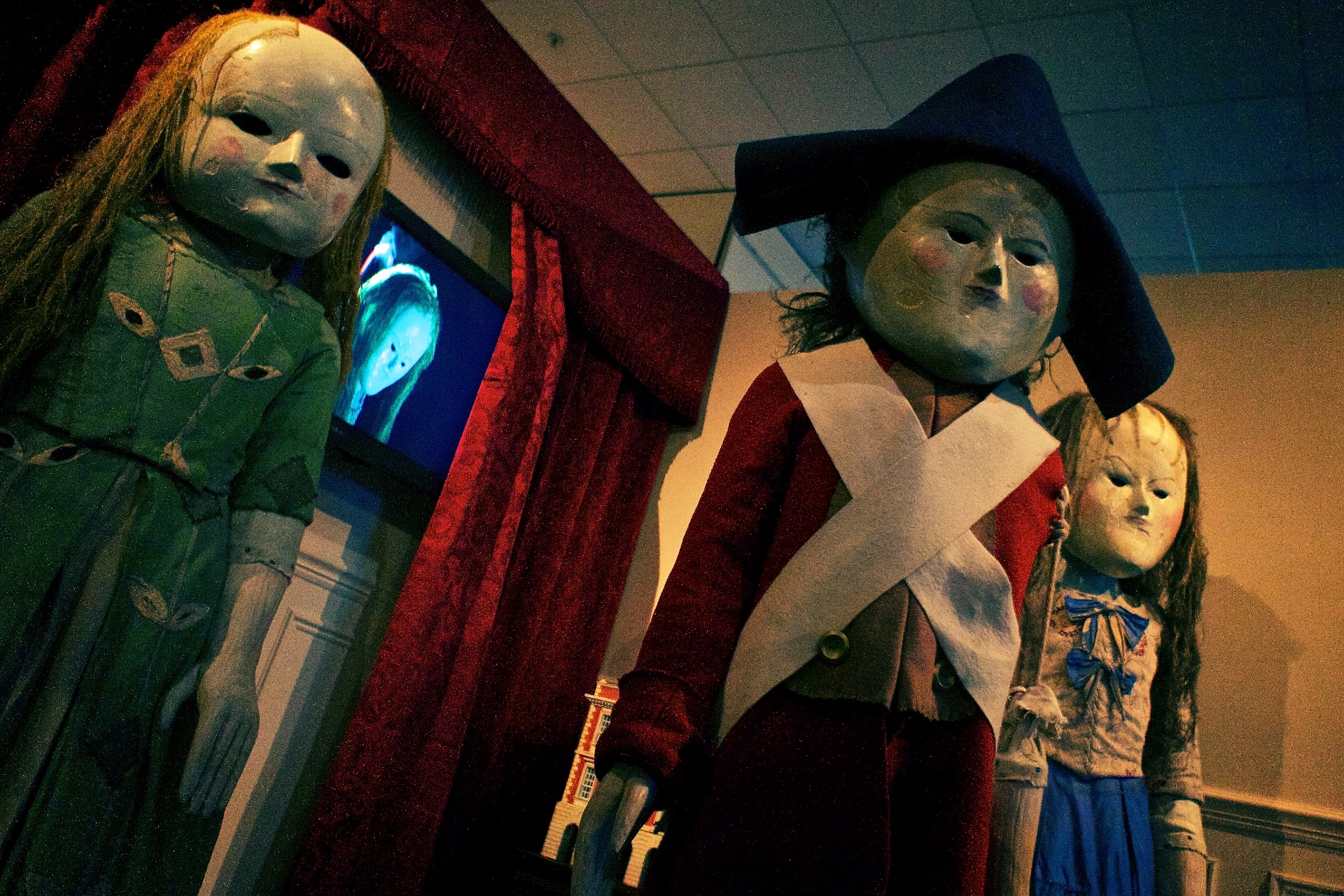
As bonecas foram um dos pontos mais elogiados do episódio.

Matt Risley, da IGN, avaliou-o com uma nota 8 de 10, elogiando o roteiro de Gatiss que "levou o drama e o horror direto para o coração miniaturizado de uma casa de bonecas assustadora e frágil, com um grupo de vilões que — embora nunca tão memoráveis ou assustadores quanto sua aparência pode sugerir — usaram o design de som da forma mais eficaz". Ele disse que a história principal "voou muito alto", embora Amy e Rory, marginalizados, tenham deixado "pouco impacto" em relação ao Doutor, George e Alex. Russell Lewin, da SFX Magazine, deu a "Night Terrors" três e meia de cinco estrelas, dizendo que tinha "muitas coisas boas acontecendo, mas talvez não tenha aquele algo extra que o teria transformado em um clássico" e que nada parecia especialmente inesperado. No entanto, ele elogiou as cenas da casa de bonecas e dos apartamentos, o som, as bonecas, a atuação de Matt Smith e Daniel Mays e a ideia de George ser um alienígena criando a realidade.
Blair Marnell do CraveOnline observou que o episódio a lembrava de outro da segunda temporada, "Fear Her", mas disse que "Night Terrors" havia se saído "um pouco melhor porque não dependia do George de Jamie Oram ser nada mais do que um garotinho assustado". Ela também elogiou a atuação de Matt Smith e do Rory de Arthur Darvill, que estava "rapidamente se tornando um dos acompanhantes mais engraçados do novo Doctor Who", embora tenha comentado que a transformação de Amy em uma boneca foi "meio que encoberta dentro da própria história" e "nunca houve dúvida de que seria revertida". No geral, o episódio recebeu uma classificação de 7 de 10. Sam McPherson, escrevendo para o Zap2it, chamou "Night Terrors" de "pior episódio da sexta temporada até agora", que foi uma "bagunça incoerente de um episódio que foi totalmente desagradável" e deu a ele uma nota geral de "C+". Ele criticou a ideia de dar continuidade a um episódio com arco de história pesado com um independente, pois acreditava que "retardou a aceleração que começou em "A Good Man Goes to War" e continuou em "Let's Kill Hitler". Ele pensou que sua "maior falha" foi que George foi deixado de lado em favor de Alex, o que perdeu a oportunidade de torná-lo em uma história "sobre garotinhos superando o medo e lutando contra os monstros em seus armários". No entanto, ele elogiou o diálogo entregue por Smith e Darvill.
Como o episódio foi originalmente planejado para ser na primeira metade da temporada, muitos dos críticos mencionaram que era estranho que Amy e Rory não comentassem o que havia acontecido anteriormente, como o que havia acontecido com sua filha. McPherson notou que a cantiga de ninar "anexada" antecipando a morte do Doutor, mas achou que era "não inteligível" e não contou.